# Série de pièces commémoratives américaines pour le 400e anniversaire de Jamestown
La série de pièces commémoratives américaines pour le 400e anniversaire de Jamestown est une série commémorative non circulante émise par la Monnaie des États-Unis en 2007 et frappée par la Monnaie de Philadelphie et celle de West Point.
Elle est autorisée par la loi 108-289 du 6 août 2004, qui prévoit l'émission d'une pièce commémorative pour le 400e anniversaire de l'établissement de Jamestown dans l'État de Virginie.
Cette série fait partie du programme d'émissions de la Monnaie visant à commémorer cet établissement, qui comprend une pièce en or d'une valeur faciale de cinq dollars et une pièce en argent d'un dollar.

## Contexte
La colonie de Jamestown dans la colonie de Virginie est le premier établissement anglais permanent dans les Amériques. Elle est située sur la rive nord-est de la rivière James, à environ 4 km au sud-ouest du centre de l'actuelle Williamsburg. Elle est établie par la Compagnie de Virginie de Londres sous le nom de Fort James le 4 mai 1607 et est considérée comme permanente après un bref abandon en 1610. Jamestown sert de capitale coloniale de 1616 jusqu'à 1699.
En août 1619, les premiers esclaves enregistrés en provenance d'Afrique en Amérique du Nord britannique arrivent près de la colonie de Jamestown, à ce qui est maintenant Old Point Comfort, sur un navire corsaire britannique arborant un drapeau néerlandais. Les quelque 20 Africains de l'actuelle Angola ont été enlevés par l'équipage britannique du navire négrier portugais São João Bautista. Ils travaillent très probablement dans les champs de tabac en tant qu'esclaves sous un système de servitude contractuelle basée sur la race.
Les 400 ans de Jamestown sont célébrés du 11 au 13 mai 2007. C'est le plus ancien établissement de colonisation anglaise permanente des États-Unis actuels, mais n'est pas la plus ancienne ville, puisque le site est abandonné au XVIIIe siècle au profit d'un endroit plus approprié pour la capitale de l'État de la Virginie.

## Législation
La loi publique 108-289 prévoit l'emission de pièces commémoratives, une pièce de 1 dollar en argent et une de 5 dollar en or, afin de célèbrer le 400e ammiversaire de l'établissement de Jamestown. Elle est approuvée par le Chambre des représentants le 14 juillet 2004 et par le Sénat le 20 juillet. Le président George W. Bush la signe le 6 août 2004.

## Dessin
Les dessins des deux pièces qui composent le programme sont annoncés par la Monnaie des États-Unis en juin 2006.

### Dollar
Sur l'avers de la pièce, conçu et gravé conjointement par Donna Weaver, du programme Artistic Infusion (AIP) et Don Everhart, figurent les images des « trois visages de la diversité » : le capitaine John Smith, une personne d'origine africaine et un Amérindien. Ces images représentent les trois cultures qui se sont rencontrées à Jamestown. À côté de ces motifs, les légendes sont FOUNDING OF JAMESTOWN, LIBERTY et IN GOD WE TRUST. La double date de la pièce, 1607-2007, fait référence à la fois à cette commémoration et à l'année d'émission,.
Le revers, œuvre de Susan Gamble et Charles Vickers, représente les trois navires sur lesquels les 105 premiers colons britanniques arrivent à Jamestown : le Susan Constant, le Godspeed et le Discovery. Le dessin est accompagné des inscriptions légales UNITED STATES OF AMERICA et E PLURIBUS UNUM ainsi que de la valeur faciale, ONE DOLLAR,.

### Half eagle

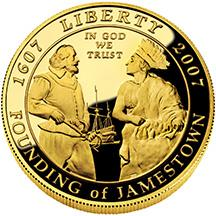
Le revers du half eagle Jamestown.

L'avers de la pièce de 5 dollars, conçu par le graveur en chef de la Monnaie John Mercanti, représente le capitaine John Smith avec le chef amérindien Powhatan accompagné des inscriptions FOUNDING OF JAMES TOWN, LIBERTY, IN GOD WE TRUST et la double date 1607-2007,.
Le revers, réalisé par Susan Gamble, représente les vestiges de l'église Jamestown Memorial Church, qui est la seule structure subsistant à Jamestown. Les légendes sur cette face sont UNITED STATES OF AMERICA, E PLURIBUS UNUM, JAMESTOWN MEMORIAL CHURCH et la valeur faciale 5 $,.

## Production et ventes
La loi autorisant l'émission de ces pièces commémoratives prévoit un tirage maximal de 500 000 exemplaires pour le dollar en argent et de 100 000 pour le half eagle en or. Les pièces commencent à être produites aux Monnaies de Philadelphie, pour la pièce de 1 dollar et de West Point, pour celle de 5 dollars en janvier 2007. Elles sont disponibles à l'achat par le public à partir du 10 janvier 2007.
La production s'élève à 79 801 pièces de 1 dollar en version brillant universel et 258 802 en finition belle épreuve, ce qui fait un total de 338 603 exemplaires. 18 843 pièces de 5 dollars en condition brillant universelle sont vendues auxquelles s'ajoutent les 47 050 en belle épreuve pour un total de 65 893 unités.
La pièce en argent est commercialisée au prix de 35 dollars en brillant universel et de 39 dollars en belle épreuve, tandis que les half eagles sont prosposés aux prix de 245 et 255 dollars en brillant universel et belle épreuve respectivement. Les bénéfices réalisés grâce à la vente sont destinés conjointement au Secrétariat de l'Intérieur des États-Unis et à deux entités à but non lucratif, la Fondation Jamestown-Yorktown de Virginie, et l'Association pour la Préservation des Antiquités de Virginie.

## Distinctions
Le dollar en argent du 400e anniversaire de Jamestown est reconnu avec le Prix de la Monnaie de l'Année 2009, honorant la pièce de la plus grande importance historique émise dans le monde en 2007.